# Incidencia (geometría)

Ejemplos geométricos de incidencia:
- En un plano [P], tres rectas por un punto y una recta por dos puntos
- Tres planos incidentes en una recta p
- Aristas en vértices y caras en aristas en el cubo '
- Los lados del polígono (P) y la circunferencia (C) en los vértices de (P)

En geometría, se denomina incidencia a una relación binaria que captura la idea que se expresa en frases como "un punto se encuentra en una recta" o "una recta está contenida en un plano". La relación de incidencia más básica es la que existe entre un punto, P, y una recta, l, a veces denominada P I l. Si es P I l, el par (P, l) se denomina bandera. Hay muchas expresiones utilizadas en el lenguaje común para describir la incidencia (por ejemplo, una recta "pasa por" un punto, un punto "está en" un plano, etc.), pero se prefiere el término "incidencia" porque no tiene las connotaciones adicionales que tienen estos otros términos y puede usarse de manera simétrica. Declaraciones como "la recta l1 interseca a la recta l2" también son declaraciones sobre relaciones de incidencia, pero en este caso, se debe a que es una forma abreviada de decir que "existe un punto P que incide tanto con la recta l1 como con la recta l2". Cuando un tipo de objeto puede considerarse como un conjunto de otro tipo de objeto ("es decir, un plano es un conjunto de puntos), entonces una relación de incidencia puede verse como la expresión de que un elemento está contenido en otro.
Enunciados como "dos rectas cualesquiera en un plano se encuentran" se denominan "proposiciones de incidencia". Esta afirmación en particular es cierta en el plano proyectivo, aunque no es cierta en el plano euclídeo, donde las rectas pueden ser paralelas. Históricamente, la geometría proyectiva se desarrolló para hacer verdaderas las proposiciones de incidencia sin excepciones, como las provocadas por la existencia de paralelos. Desde el punto de vista de la geometría sintética, la geometría proyectiva "debería" desarrollarse utilizando proposiciones como axiomas. Esto es más significativo para los planos proyectivos, debido a la validez universal del teorema de Desargues en dimensiones superiores.
Por el contrario, la aproximación analítica debe definir el espacio proyectivo basándose en el álgebra lineal y utilizando coordenadas homogéneas. Las proposiciones de incidencia se derivan del siguiente resultado básico sobre un espacio vectorial: dados los subespacios U y W de un espacio vectorial (de dimensión finita) V, la dimensión de su intersección es dim U + dim W − dim (U + W). Teniendo en cuenta que la dimensión geométrica del espacio proyectivo P(V) asociado a V es dim V − 1 y que la dimensión geométrica de cualquier subespacio es positiva, la proposición básica de incidencia en este escenario puede tomar la forma siguiente: los subespacios vectoriales L y M del espacio proyectivo P se encuentran con la condición de que dim L + dim M ≥ dim P.
Las siguientes secciones se limitan a planos proyectivos definidos sobre cuerpos, a menudo denotados como PG(2, F), donde F es un campo, o también P2F. Sin embargo, estos cálculos pueden extenderse naturalmente a espacios proyectivos de dimensiones superiores, y el cuerpo puede reemplazarse por un anillo de división (o cuerpo oblicuo) siempre que se preste atención al hecho de que la multiplicación no es commutativa en este último caso.

## PG(2,F)
Sea V el espacio vectorial tridimensional definido sobre el campo F. El plano proyectivo P(V)= PG(2, F) consta de los subespacios vectoriales unidimensionales de V, llamados "puntos", y los subespacios vectoriales bidimensionales de V, llamados "rectas". La incidencia de un punto y una recta viene dada por el hecho de que los elementos de un subespacio unidimensional pueden quedar contenidos en el subespacio bidimensional.
Ahora, se fija una base de V de modo que se puedan describir sus vectores como tripletas de coordenadas (con respecto a esa base). Un subespacio vectorial unidimensional consta de un vector distinto de cero y todos sus múltiplos escalares. Los múltiplos escalares distintos de cero, escritos como tripletes de coordenadas, son las coordenadas homogéneas del punto dado, llamadas coordenadas de punto. Con respecto a esta base, el espacio solución de una única ecuación lineal {(x, y, z) | ax + by + cz= 0} es un subespacio bidimensional de V y, por tanto, una recta de P(V). Esta recta puede denotarse mediante sus coordenadas de recta [a, b, c], que también son coordenadas homogéneas, ya que múltiplos escalares distintos de cero darían la misma recta. También se utilizan ampliamente otras notaciones. Las coordenadas de los puntos se pueden escribir como vectores columna, (x, y, z)T, con dos puntos, (x : y : z) o con un subíndice, (x, y, z)P. En consecuencia, las coordenadas de recta se pueden escribir como vectores fila, (a, b, c), con dos puntos, [a : b : c] o con un subíndice, (a, b, c)L (aunque también se utilizan otras notaciones distintas).

## Incidencia expresada algebraicamente
Dado un punto P= (x, y, z) y una recta l= [a, b, c], escrita en términos de coordenadas de punto y de recta, el punto incide con la recta (a menudo escrita como P I l), si y solo si,
ax + by + cz= 0.
Esto se puede expresar en otras notaciones como:
{\displaystyle ax+by+cz=[a,b,c]\cdot (x,y,z)=(a,b,c)_{L}\cdot (x,y,z)_{P}=}
{\displaystyle =[a:b:c]\cdot (x:y:z)=(a,b,c)\left({\begin{matrix}x\\y\\z\end{matrix}}\right)=0.}
No importa qué notación se emplee, cuando las coordenadas homogéneas del punto y la recta se consideran simplemente como tripletas ordenadas, su incidencia se expresa cuando se verifica que su producto escalar igual a 0.

## Recta incidente con un par de puntos distintos
Sean P1 y P2 un par de puntos distintos con coordenadas homogéneas (x1, y1, z1) y (x2, y2, z2) respectivamente. Estos puntos determinan una recta única l con una ecuación de la forma ax + by + cz= 0 y deben satisfacer las ecuaciones:
ax1 + by1 + cz1= 0 y
ax2 + by2 + cz2= 0.
En forma matricial, el sistema de ecuaciones lineales simultáneas se puede expresar como:
{\displaystyle \left({\begin{matrix}x&y&z\\x_{1}&y_{1}&z_{1}\\x_{2}&y_{2}&z_{2}\end{matrix}}\right)\left({\begin{matrix}a\\b\\c\end{matrix}}\right)=\left({\begin{matrix}0\\0\\0\end{matrix}}\right).}
Este sistema tiene una solución no trivial si y solo si el determinante,
{\displaystyle \left|{\begin{matrix}x&y&z\\x_{1}&y_{1}&z_{1}\\x_{2}&y_{2}&z_{2}\end{matrix}}\right|=0.}
La expansión de la ecuación del determinante produce una ecuación lineal homogénea, que debe ser la ecuación de la recta l. Por lo tanto, (independientemente de un factor constante común distinto de cero) se tiene que l= [a, b, c] donde:
a= y1z2 - y2z1,
b= x2z1 - x1z2, y
c= x1y2 - x2y1.
En términos de la notación del producto mixto de vectores, la ecuación de esta recta se puede escribir como:
P ⋅ P1 × P2= 0,
donde P= (x, y, z) es un punto genérico.

### Colinealidad
Los puntos que inciden en la misma recta se llaman colineales. El conjunto de todos los puntos incidentes con la misma recta se llama rango.
Si P1= (x1, y1, z1), P2= (x2, y2, z2) y P3= (x3, y3, z3), entonces estos puntos son colineales si y solo si
{\displaystyle \left|{\begin{matrix}x_{1}&y_{1}&z_{1}\\x_{2}&y_{2}&z_{2}\\x_{3}&y_{3}&z_{3}\end{matrix}}\right|=0,}
es decir, si y solo si el determinante de las coordenadas homogéneas de los puntos es igual a cero.

## Intersección de un par de rectas
Sean l1= [a1, b1, c1] y l2= [a2, b2, c2] un par de rectas distintas. Entonces, la intersección de las rectas l1 y l2 es el punto P= (x0, y0, z0), que es la solución simultánea (independientemente de un factor constante) del sistema de ecuaciones lineales:
a1x + b1y + c1z= 0 y
a2x + b2y + c2z= 0.
La solución de este sistema da:
x0= b1c2 - b2c1,
y0= a2c1 - a1c2, y
z0= a1b2 - a2b1.
Alternativamente, considérese otra recta l= [a, b, c] que pase por el punto P, es decir, las coordenadas homogéneas de P satisfacen la ecuación:
ax+ by + cz= 0.
Combinando esta ecuación con las dos que definen P, se puede buscar una solución no trivial de la ecuación matricial:
{\displaystyle \left({\begin{matrix}a&b&c\\a_{1}&b_{1}&c_{1}\\a_{2}&b_{2}&c_{2}\end{matrix}}\right)\left({\begin{matrix}x\\y\\z\end{matrix}}\right)=\left({\begin{matrix}0\\0\\0\end{matrix}}\right).}
Tal solución existe siempre que se cumpla que el determinante
{\displaystyle \left|{\begin{matrix}a&b&c\\a_{1}&b_{1}&c_{1}\\a_{2}&b_{2}&c_{2}\end{matrix}}\right|=0.}
Los coeficientes a, b y c en esta ecuación dan las coordenadas homogéneas de P.
La ecuación de la recta genérica que pasa por el punto P según la notación escalar del producto triple es:
l ⋅ l1 × l2= 0.

### Concurrencia
Las rectas que se cruzan en el mismo punto se llaman concurrentes. El conjunto de todas las rectas en un plano que inciden en el mismo punto se llama haz de rectas centrado en ese punto. El cálculo de la intersección de dos rectas muestra que todo el haz de rectas centrado en un punto está determinado por dos rectas cualesquiera que se cruzan en ese punto. De ello se deduce inmediatamente que la condición algebraica para que tres rectas, [a1, b1,  c1], [a2, b2, c2], [a3, b3, c3] sean concurrentes, es que el determinante
{\displaystyle \left|{\begin{matrix}a_{1}&b_{1}&c_{1}\\a_{2}&b_{2}&c_{2}\\a_{3}&b_{3}&c_{3}\end{matrix}}\right|=0.}